# أحمد كجوك
أحمد أشرف علي كجوك
مواليد عام 1976
، هو وزير المالية المصري الحالي، تولى سابقًا منصب نائب وزير المالية لشئون السياسات المالية في حكومة مصطفي مدبولي منذ شهر مارس 2016 وحتى ترشيحه وزيرا للمالية، ولعب دورًا هامًا في ملف تفاوض مصر مع صندوق النقد الدولي بشأن قرض الـ12 مليار دولار والقرض الجديد بقيمة 8 مليارات دولار.

## المؤهلات العلمية
حاصل على ماجستير من كلية جون كينيدي للإدارة الحكومية بجامعة هارفرد الأمريكية عام 2010، وماجستير العلوم الاقتصادية من جامعة يوركشاير البريطانية، وبكالوريوس علوم الاقتصاد من الجامعة الأمريكية بالقاهرة عام 1998.

## الخبرات العملية
- عمل خبيرًا اقتصاديًا لدى البنك الدولي بالقاهرة من الفترة يونيو 2013 حتى مارس 2016.
- عمل نائبًا مساعدًا لوزير المالية لشئون شراكة "دوفيل" خلال الفترة من مايو 2011 حتى 2013.
- عمل مديرًا لوحدة السياسات المالية الكلية بوزارة المالية خلال الفترة من سبتمبر 2010 حتى مايو 2013.
- عمل مساعد محاضر في الجامعة الأمريكية بالقاهرة خلال الفترة من 2007 حتى 2008.
- من 2002 حتى 2004 عمل اقتصادي في وزارة الاقتصاد والتجارة، وفى الفترة من 1999 حتى 2001، عمل باحثا اقتصاديا في وزارة الاقتصاد.